# Carlo Ramous
Carlo Ramous (Milano, 2 giugno 1926 – Milano, 16 novembre 2003) è stato uno scultore e pittore italiano particolarmente attivo dalla metà degli anni quaranta alla sua scomparsa.

## Biografia
Nasce a Milano, figlio di Adolfo Ramous e Luigia Burkhardt; suoi fratelli sono il letterato Mario Ramous (Milano 1924 - Bologna 1999), il compositore Gianni Ramous (Milano, 1930 - Roma, 2014) e Graziella Ramous.
Nel 1938 si trasferisce a Bologna, dove frequenta il liceo artistico.
Nel 1945, seguendo i desideri di suo padre, si iscrive alla Facoltà di Architettura del Politecnico di Milano, che frequenta per qualche anno, ma contemporaneamente segue prima corsi di Luciano Minguzzi a Bologna e successivamente di Marino Marini all'Accademia di belle arti di Brera a Milano.
Nel 1946 espone le sue opere all'Angelicum di Milano, dove viene segnalato dalla giuria fra gli scultori più promettenti.
Realizza le sue prime opere di ispirazione antropomorfa in terracotta o gesso, usandole spesso come calchi per delle fusioni in bronzo. Presto però, a partire dalla fine degli anni cinquanta, il suo linguaggio espressivo si orienta più decisamente verso le forme astratte e il bronzo diventa praticamente l'unico materiale che userà per le sue sculture, con le quali partecipa a numerosi concorsi e mostre sia collettive che personali.
Partecipa alla Biennale di Venezia (edizioni 1958, 1962, 1972), alla Triennale di Milano (edizioni 1954, 1960, 1964), alla Biennale di San Paolo del Brasile nel 1961 e alla Quadriennale di Roma (edizioni 1955, 1959,1966,1973), oltre che a numerose mostre personali e collettive in tutto il mondo, tra queste da ricordare la retrospettiva che la Triennale di Milano gli dedica nel 2017 a cura di Fulvio Irace e Luca Pietro Nicoletti.
Dopo una fase, tra il 1966 e il 1967, anni in cui dirige la sezione decorazione plastica all'istituto statale d'arte di Monza e in cui si dedica a produrre opere in legno, principalmente padouk, passa alla realizzazione di lavori in lamiera di ferro e le sue sculture, pur rimanendo sempre “massicce”, acquisiscono tagli nuovi, spigoli vivi.
È l'inizio del cammino artistico che nell'ambito della scultura lo porterà a realizzare opere in ferro di notevoli dimensioni, che verranno esposte a Milano e a Parma nelle aree urbane principali, fino a culminare nel 1992 con la spettacolare "Ad Astra", scultura in acciaio inox di quasi 12 metri e collocata nel Chuo Park di Chiba, in Giappone.
Nella fase finale della sua carriera di scultore realizza un gran numero di bozzetti in metallo, principalmente zinco.
Muore a Milano il 16 novembre 2003. Riposa al Cimitero Maggiore di Milano; il nome di Carlo Ramous si è meritato l'iscrizione al Famedio del Cimitero Monumentale.

Sculture di Ramous fotografate nello studio milanese dell'artista da Paolo Monti, 1960
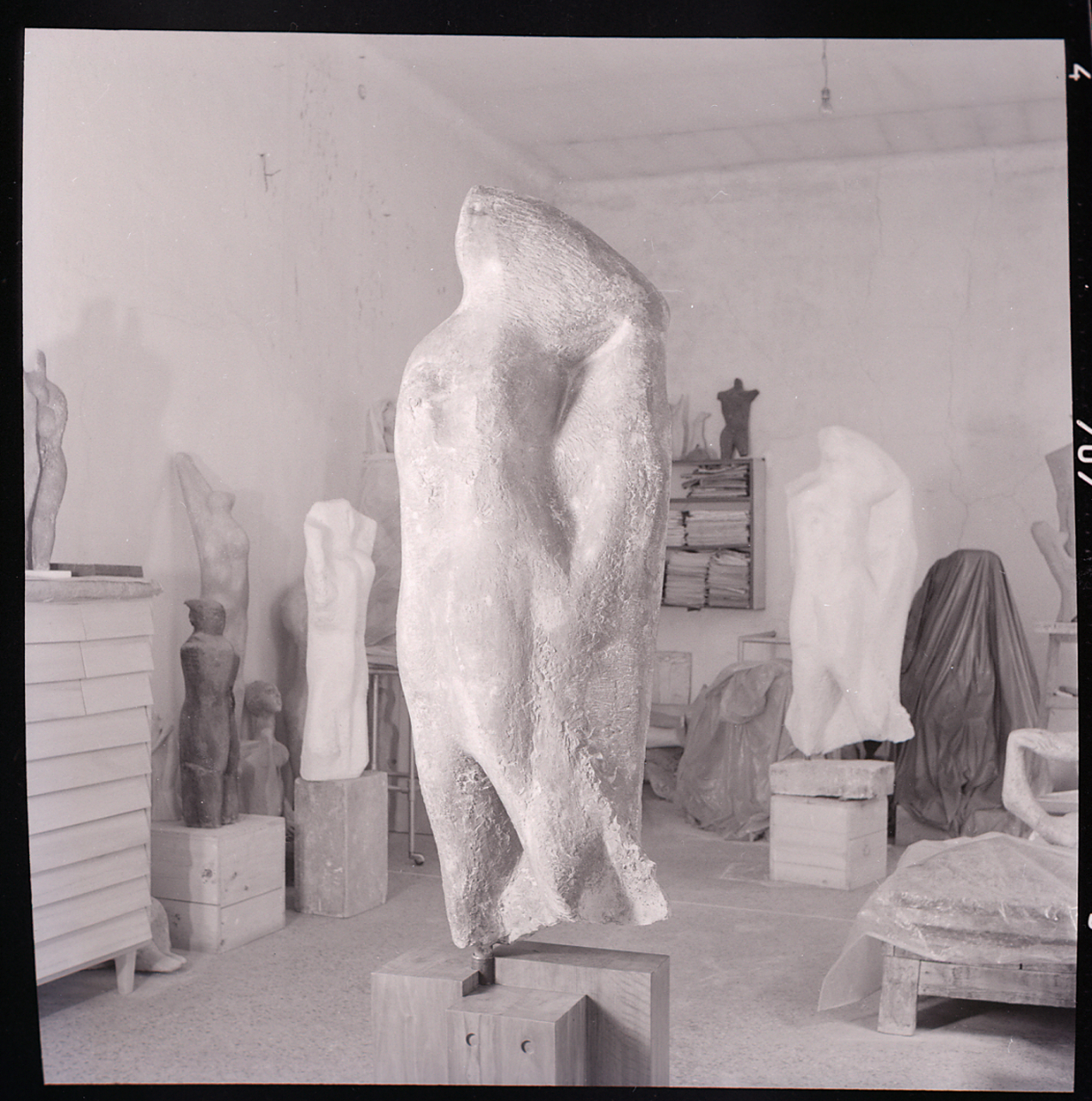
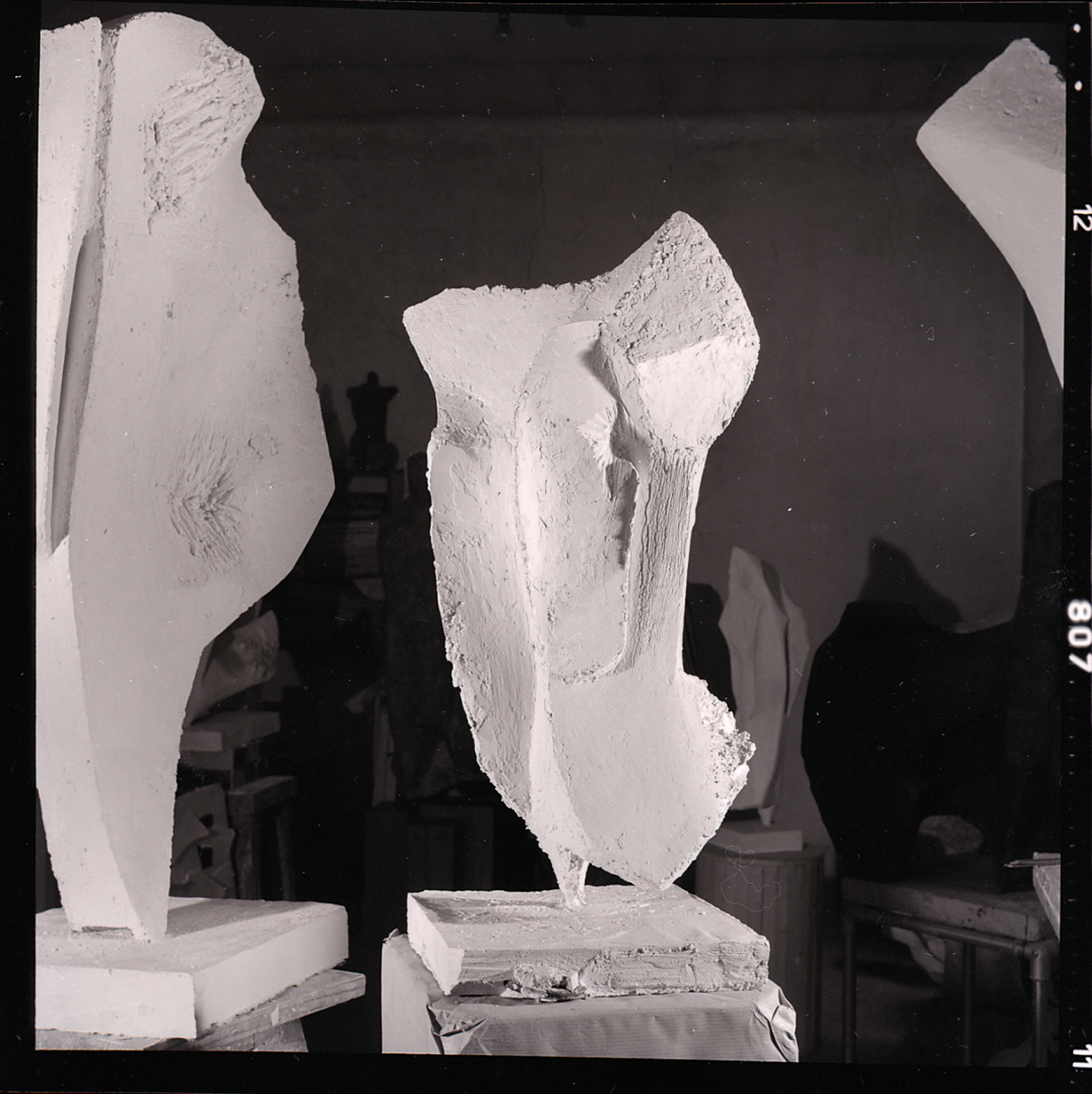
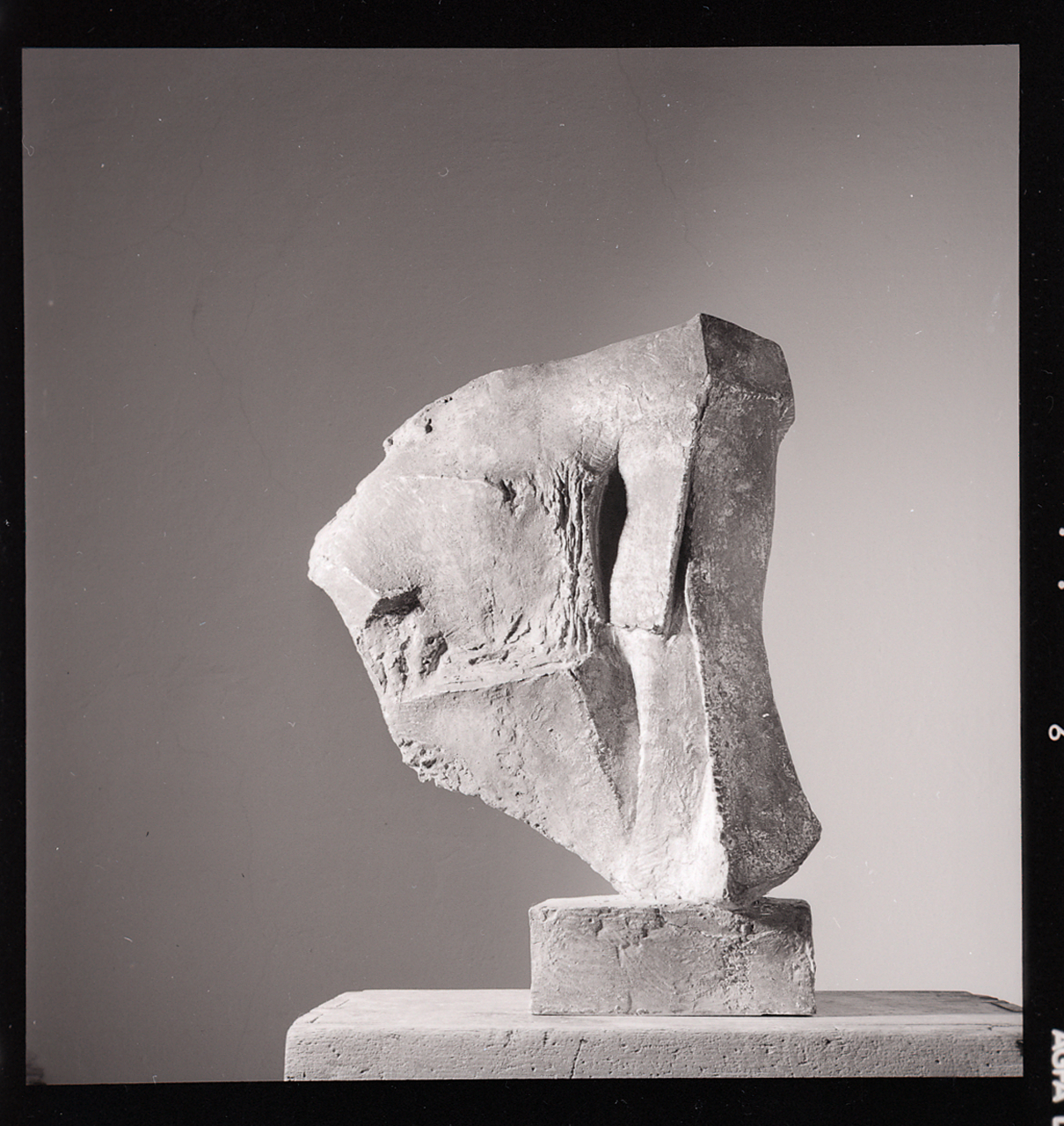

## Le sculture a scala urbana
Le sue opere sono esposte nei maggiori musei del mondo e in diversi spazi urbani a Milano. Suo è il "Monumento ai caduti dell'Isola" in Piazzale Segrino e, sempre a Milano, la scultura "Finestra nel cielo", collocata in Piazza Guglielmo Miani e dedicata ai "Caduti per la Libertà". Ma la sua più famosa è senz'altro la scultura "Gesto per la Libertà" in Piazza della Conciliazione, che nel 1974 era stata esposta insieme ad altre opere di grandi dimensioni in Piazzetta Reale, con il semplice nome "Gesto".
Alle altre grandi sculture in mostra nel 1974 toccò una sorte diversa: in previsione di una esposizione, poi mai realizzata, vennero trasportate a Parma, città che già aveva ospitato altri lavori dell'artista nella mostra all'aperto "Sculture Contemporanee nello Spazio Urbano", nell'estate del 1973. Lasciate smontate, in un appezzamento all'aperto, subirono le intemperie e diversi danneggiamenti. Rimaste in quella città fino al 2012, tre di loro vennero recuperate e restaurate e in seguito, nel 2013, esposte: una a Cortina d'Ampezzo e le altre due alla Triennale di Milano.

## Pittura
Seppure abbia lasciato principalmente lavori di scultura, Carlo Ramous nasce artisticamente come pittore e disegnatore. La sua attività pittorica accompagna la sua carriera fino alla fine, tanto che dovette lasciare incompiuto il suo ultimo quadro. Anche se nei suoi esordi si esprime attraverso la china e il carboncino, presto abbandona queste tecniche e comincia a utilizzarne di diverse, miste, unite a materiali di svariata natura.
"Ramous anche nella pittura inserisce spesso metalli, legni, stoffe, carte, riuscendo a coniugare pittura e scultura armoniosamente come raramente accade ad altri artisti.
Nella tecnica mista è un maestro per la perfetta funzione dei diversi elementi espressivi: acrilici, smalti, lacche, inserti di materiale povero; carta, stoffe, legni, metalli dominati da un cromatismo rosso, blu, arancione prorompente di vitalità sempre più chiare[..]"

## Contributi architettonici
Di lui rimangono anche diversi contributi in campo architettonico. Suoi sono i bassorilievi sulla facciata delle chiese di Santa Marcellina e di San Giovanni Bosco a Milano, in collaborazione con l'architetto Mario Tedeschi, che di questa loro collaborazione scrisse "Che un architetto e uno scultore abbiano potuto impostare un linguaggio comune tanto da creare opere nelle quali l'architettura e la scultura, pur rimanendo assolutamente se stesse, siano tanto intimamente fuse da far sì che l'una senza l'altra e viceversa perdano ogni significato, mi sembra un evento degno di nota."
Nel 1957 l'ingegner Tullio Patscheider, incaricato di progettare e realizzare l'edificio che a Cinisello Balsamo (Milano) ospiterà gli stabilimenti della Rotocalco Ambrosiana, si avvale del talento dell'amico Carlo Ramous, facendogli realizzare due grandi bassorilievi sulla facciata di ingresso. Lo stesso ingegner Patscheider darà l'incarico a Ramous per un'altra decorazione di facciata. Questa volta un rilievo monocromo lungo più di cento metri sulla facciata dell'Imprimerie Cino Del Duca, a Blois (Francia), oltre a una scultura astratta in bronzo di notevoli dimensioni, in seguito trafugata da ignoti.